# Jokohama
Jokohama (japonsky: 横浜市; Jokohama-ši) je hlavní město prefektury Kanagawa v Japonsku. Je to druhé největší město a největší přístav v Japonsku. Leží na ostrově Honšú.

## Historie

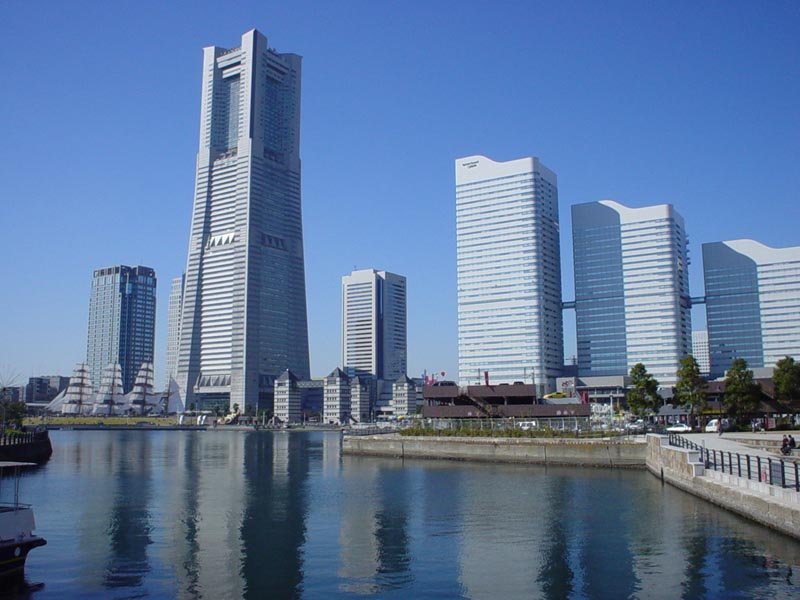
Nejvyšší budova v Japonsku, Landmark Tower, leží v čtvrti Minato Mirai 21.

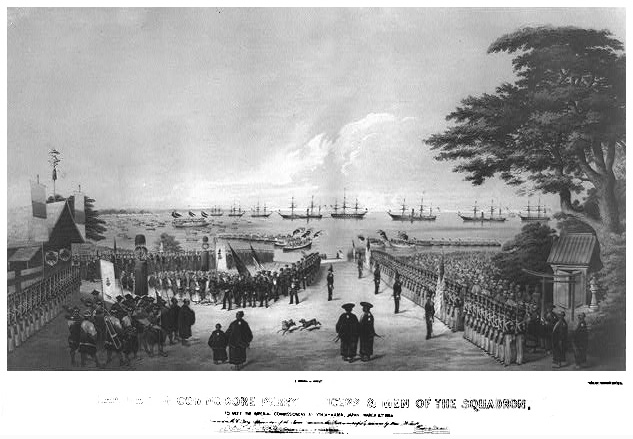
Přistání komodora Perryho v Joku-Hamě (Jokohama) 14. července 1853.

Jokohama byla malou rybářskou vesnicí až do konce období Edo, tedy doby, kdy Japonsko obchodovalo se zahraničím jen velice málo. V roce 1854 komodor Matthew Perry přistál na jih od Jokohamy s flotilou amerických válečných lodí a přinutil Japonsko otevřít některé přístavy pro zahraniční obchod. Jokohama byla vybrána jako jeden z těchto přístavů místo Kanagawy, u které se Tokugawský šógunát obával, že leží příliš blízko Tókaidó – strategické cesty spojující Edo s Nagojou, Kjótem a Ósakou.
Přístav v Jokohamě byl otevřen v roce 1859 a rychle se stal vstupní bránou pro většinu zahraničního obchodu s Japonskem. Cizinci žili v městské čtvrti zvané Kannai („uvnitř bariéry“), která byla obklopena vodním příkopem. Mnoho jedinců příkop překračovalo a to způsobovalo problémy. Slavný Incident v Namamugi, jedna z událostí předcházející pádu šógunátu, se odehrál na místě dnešní čtvrti Curumi-ku v roce 1862. Ernest Satow popsal incident ve své knize Diplomatem v Japonsku (A Diplomat in Japan).
Po restauraci Meidži v roce 1868 se v přístavu soustředil obchod s hedvábím. První japonská železnice byla postavena v roce 1872 mezi Jokohamou a Tokiem a dovolila tak japonským firmám zaibacu používat přístav k dovozu materiálu pro jejich továrny v průmyslové oblasti Keihin. Růst japonského průmyslu přinesl Jokohamě prosperitu a výstavbu rezidenčních čtvrtí pro nové zbohatlíky. Až do doby, kdy se většina obchodu začala realizovat přímo v Tokiu, byla Jokohama známá jako nejkosmopolitnější město v Japonsku.
Velká část Jokohamy byla zničena velkým zemětřesením v roce 1923 a během druhé světové války trpělo město paličskými nálety amerického letectva. Během americké okupace byla Jokohama hlavním překladištěm a základnou amerického námořnictva, obzvláště za Korejské války. Po ukončení okupace se většina aktivit U.S. Navy přesunula do nedaleké Jokosuky.
Jokohama se oficiálně stala městem 1. dubna 1889 a 1. září 1956 se stala „městem z titulu vládního nařízení“ (tzn., že je de facto postavena na úroveň prefektury).

## Poloha

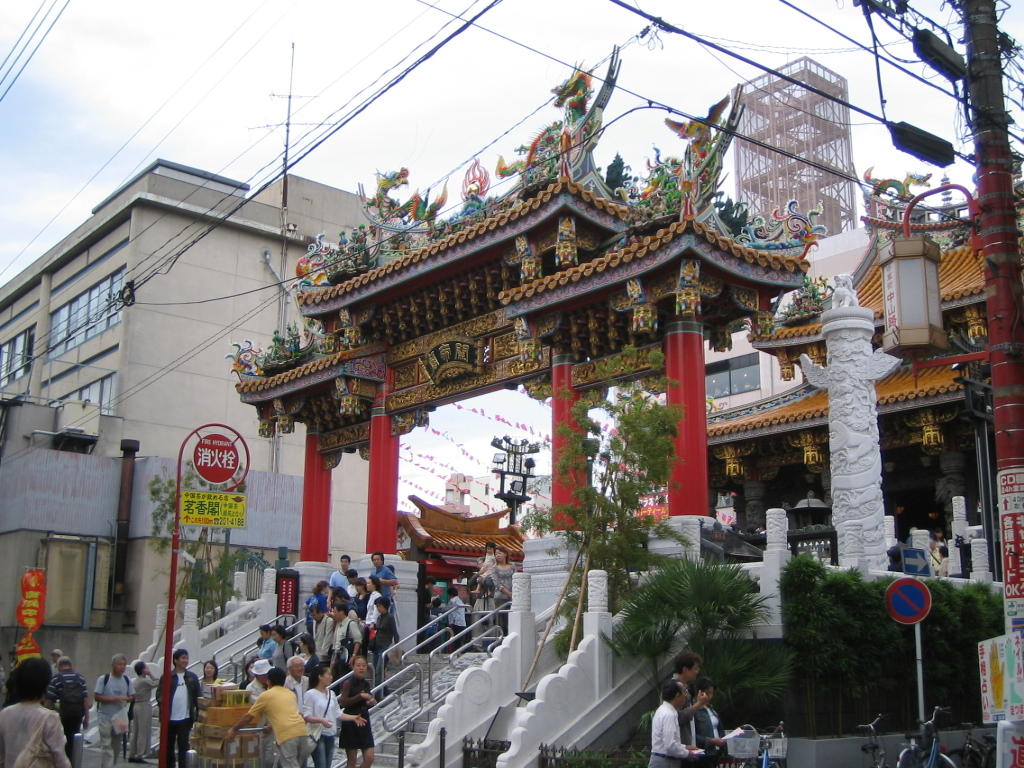
Buddhistický chrám v Jokohamské čínské čtvrti

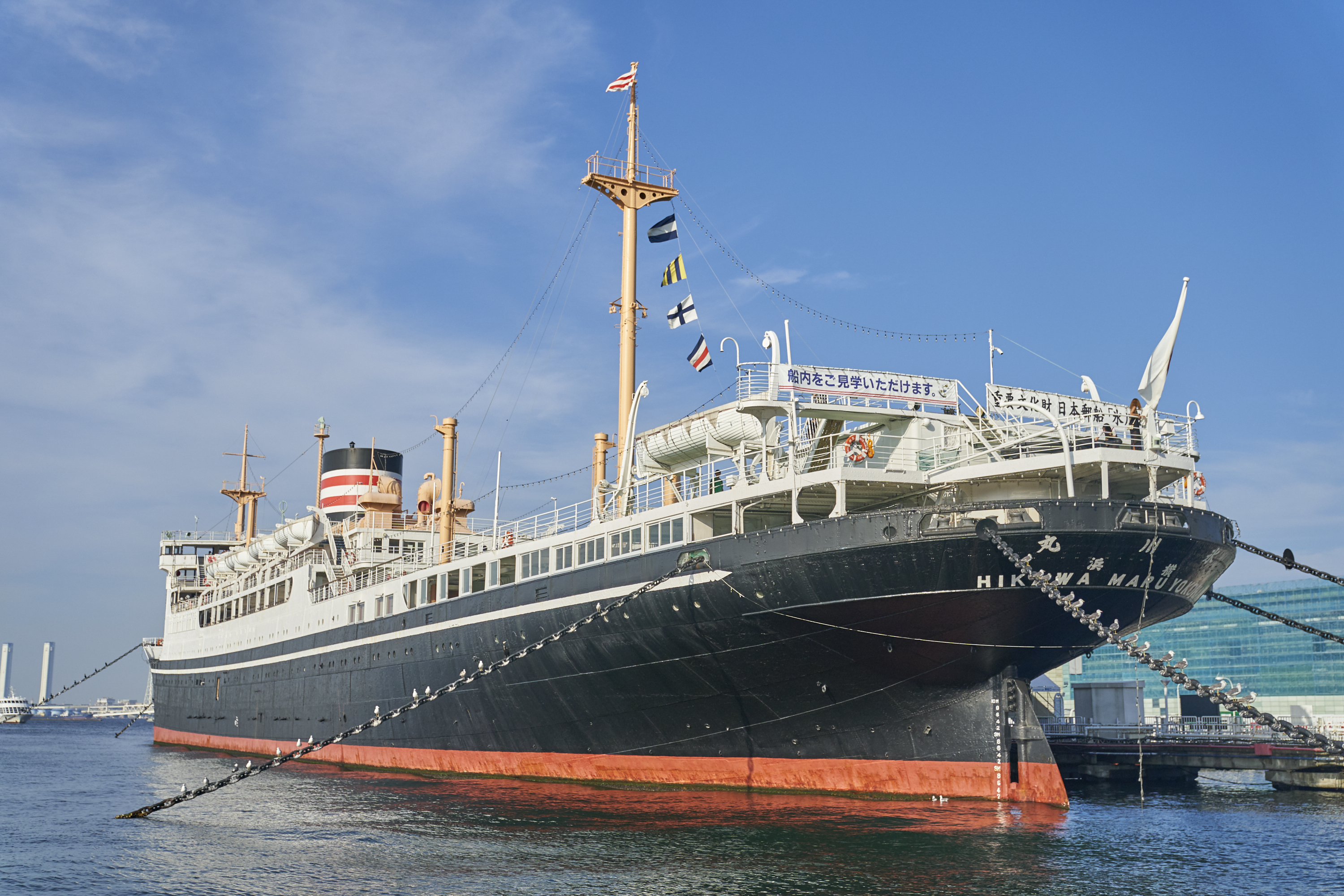
Muzejní loď Hikawa Maru, spuštěná na vodu v roce 1929

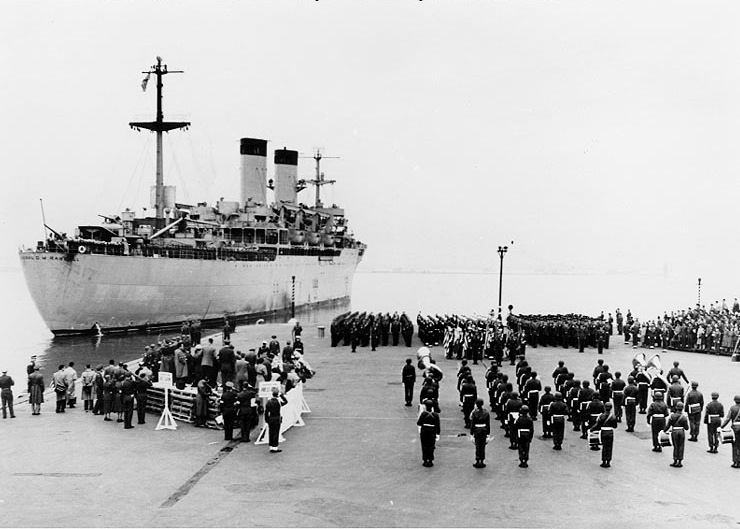
Během korejské války využívalo jokohamský přístav americké námořnictvo

Jokohama leží na poloostrově na západním břehu Tokijského zálivu, 30 kilometrů od Tokia, s kterým je spojena několika železničními tratěmi, dálnicemi a dalšími silnicemi.
I když je město z velké části jen obytnou zónou pro lidi dojíždějící za prací do Tokia, má Jokohama také silnou místní ekonomiku, obzvláště loďařství, biotechnologie a polovodičový průmysl. Nissan přesunul své ústředí do Jokohamy z Tokia v roce 2009.
Městem protéká řeka Óka.

## Pamětihodnosti
Mezi Jokohamské pamětihodnosti patří: park Jamašita, Minato Mirai 21 (nákupní okrsek postavený na půdě navezené do moře), Čínská čtvrť (Čúkagai), Jokohamský stadion, Silk Center, oblast Jamate, Růžová zahrada, Motomači a zahrada Sankei-en, která byla sice založena až v roce 1906, ale na jejích pozemcích se nachází např. 500 let stará pagoda. Za prohlídku též stojí cizinecký hřbitov (> 4000 hrobů), Muzeum panenek (> 1200 panenek z celého světa), či muzejní loď Hikawa Maru.
V oblastech Isezakičo a Noge je mnoho barvitých obchodů, barů a restaurací navštěvovaných usedlíky původem z Číny, Thajska, Jižní Korey a dalších zemí.

## Městské čtvrti
Jokohama má 18 městských čtvrtí (ku):
| - Aoba-ku (青葉区) - Asahi-ku (旭区) - Curumi-ku (鶴見区) - Cuzuki-ku (都筑区) - Hodogaja-ku (保土ヶ谷区) - Isogo-ku (磯子区) - Izumi-ku (泉区) - Kanagawa-ku (神奈川区) - Kanazawa-ku (金沢区) | - Kóhoku-ku (港北区) - Kónan-ku (港南区) - Midori-ku (緑区) - Minami-ku (南区) - Naka-ku (中区) - Niši-ku (西区) - Sakae-ku (栄区) - Seja-ku (瀬谷区) - Tocuka-ku (戸塚区) |

## Zajímavosti
V Jokohamě 60. let 19. století se odehrává příběh románu Jamese Clavella Gaidžin.

## Rodáci
- Jukari Kingaová (* 1984) – fotbalistka
- Kjóko Janoová (* 1984) – fotbalistka
- Megumi Kamionobeová (* 1986) – fotbalistka

## Partnerská města
- Constanța, Rumunsko
- Frankfurt nad Mohanem, Německo
- Lyon, Francie
- Manila, Filipíny
- Bombaj, Indie
- Oděsa, Ukrajina
- San Diego, USA
- Šanghaj, Čína
- Vancouver, Kanada
- Aguascalientes, Mexiko
- Tchaj-pej, Tchaj-wan